# 超級整蠱霸王
《超級整蠱霸王》是1998年首映的香港電影。張敏導演，陳百祥、葛民輝、朱茵、姚樂怡主演。

## 演员
| 演员   | 角色           | 备注                  |
| 陳百祥 | 整蠱天王荷蘭叻 |                       |
| 葛民輝 | Oh My God      |                       |
| 朱茵   | 吳帶金/Yandy   | 被Oh My God誤稱為Dkny |
| 姚樂怡 | 水塘           |                       |
| 雷頌德 | 吳廣德         |                       |
| 譚得志 | 奸爸爹         |                       |
| 陳志全 | 也媽爹         |                       |
| 李鞍   | 哥小小         | 哥倫布之妹            |
| 雷宇揚 | 哥倫布         | 小小之兄              |
| 雷宇揚 | 孔乙己         | 哥倫布生父            |
| 馬蹄露 | 哥師奶         | 哥倫布之妻            |
| 曾近榮 | 哥士的         | 哥倫布、哥小小之父    |
| 羅莽   | 整蠱之霸       |                       |
| 李兆基 | 大隻基         | 客串                  |
| 吳志雄 | 公仔文         | 客串                  |
| 張文慈 | 師奶           | 客串                  |
| 張敏   | 保安           | 客串                  |
| 李楓   | 陳議員         | 客串                  |

## 外部連結
- 開眼電影網上《超級整蠱霸王》的資料（繁體中文）
- 香港影庫上《超級整蠱霸王》的資料（繁體中文）
- 豆瓣电影上《超級整蠱霸王》的資料 （简体中文）
- 时光网上《超級整蠱霸王》的資料（简体中文）
- 爛番茄上《超級整蠱霸王》的資料（英文）
- 互联网电影数据库（IMDb）上《超級整蠱霸王》的资料（英文）